# Jour de l'émancipation
 (septembre 2021).
La mise en forme du texte ne suit pas les recommandations de Wikipédia : il faut le « wikifier ».
Les points d'amélioration suivants sont les cas les plus fréquents. Le détail des points à revoir est peut-être précisé sur la page de discussion.
- Les titres sont pré-formatés par le logiciel. Ils ne sont ni en capitales, ni en gras.
- Le texte ne doit pas être écrit en capitales (les noms de famille non plus), ni en gras, ni en italique, ni en « petit »…
- Le gras n'est utilisé que pour surligner le titre de l'article dans l'introduction, une seule fois.
- L'italique est rarement utilisé : mots en langue étrangère, titres d'œuvres, noms de bateaux, etc.
- Les citations ne sont pas en italique mais en corps de texte normal. Elles sont entourées par des guillemets français : « et ».
- Les listes à puces sont à éviter, des paragraphes rédigés étant largement préférés. Les tableaux sont à réserver à la présentation de données structurées (résultats, etc.).
- Les appels de note de bas de page (petits chiffres en exposant, introduits par l'outil «  Source ») sont à placer entre la fin de phrase et le point final[comme ça].
- Les liens internes (vers d'autres articles de Wikipédia) sont à choisir avec parcimonie. Créez des liens vers des articles approfondissant le sujet. Les termes génériques sans rapport avec le sujet sont à éviter, ainsi que les répétitions de liens vers un même terme.
- Les liens externes sont à placer uniquement dans une section « Liens externes », à la fin de l'article. Ces liens sont à choisir avec parcimonie suivant les règles définies. Si un lien sert de source à l'article, son insertion dans le texte est à faire par les notes de bas de page.
- La présentation des références doit suivre les conventions bibliographiques. Il est recommandé d'utiliser les modèles {{Ouvrage}}, {{Chapitre}}, {{Article}}, {{Lien web}} et/ou {{Bibliographie}}. Le mode d'édition visuel peut mettre en forme automatiquement les références.
- Insérer une infobox (cadre d'informations à droite) n'est pas obligatoire pour parachever la mise en page.

Pour une aide détaillée, merci de consulter Aide:Wikification.
Si vous pensez que ces points ont été résolus, vous pouvez retirer ce bandeau et améliorer la mise en forme d'un autre article.
Le Jour de l'émancipation, est une fête canadienne (à ne pas confondre avec la version américaine de cette fête, célébrée le célébrée le 19 juin). Elle est instaurée en 2021 par le gouvernement de Justin Trudeau et se fête le 1er août de l'année. Elle a pour but de souligner la promulgation de la loi de 1833, qu'on n'appliqua que le 1er août 1834, et qui mit fin officiellement à la pratique de l'esclavage au Royaume-Uni et dans ses colonies.

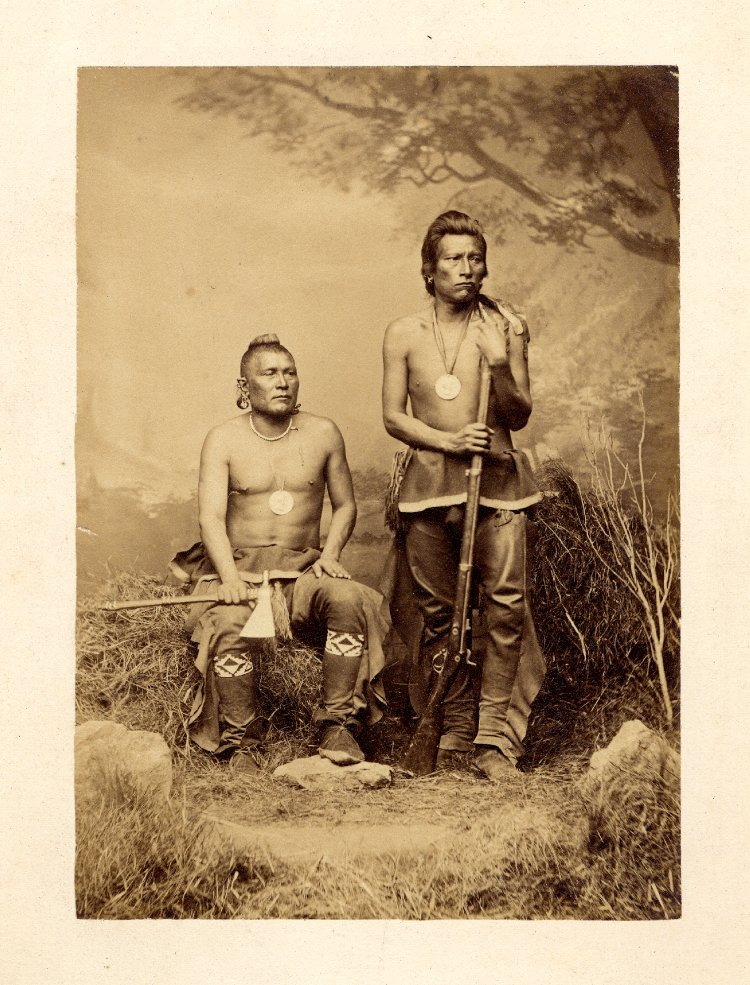
Deux esclaves sur trois,, ayant vécu dans l'actuel Canada français étaient des Amérindiens, et ces Amérindiens étaient eux-mêmes très souvent Pawnees.

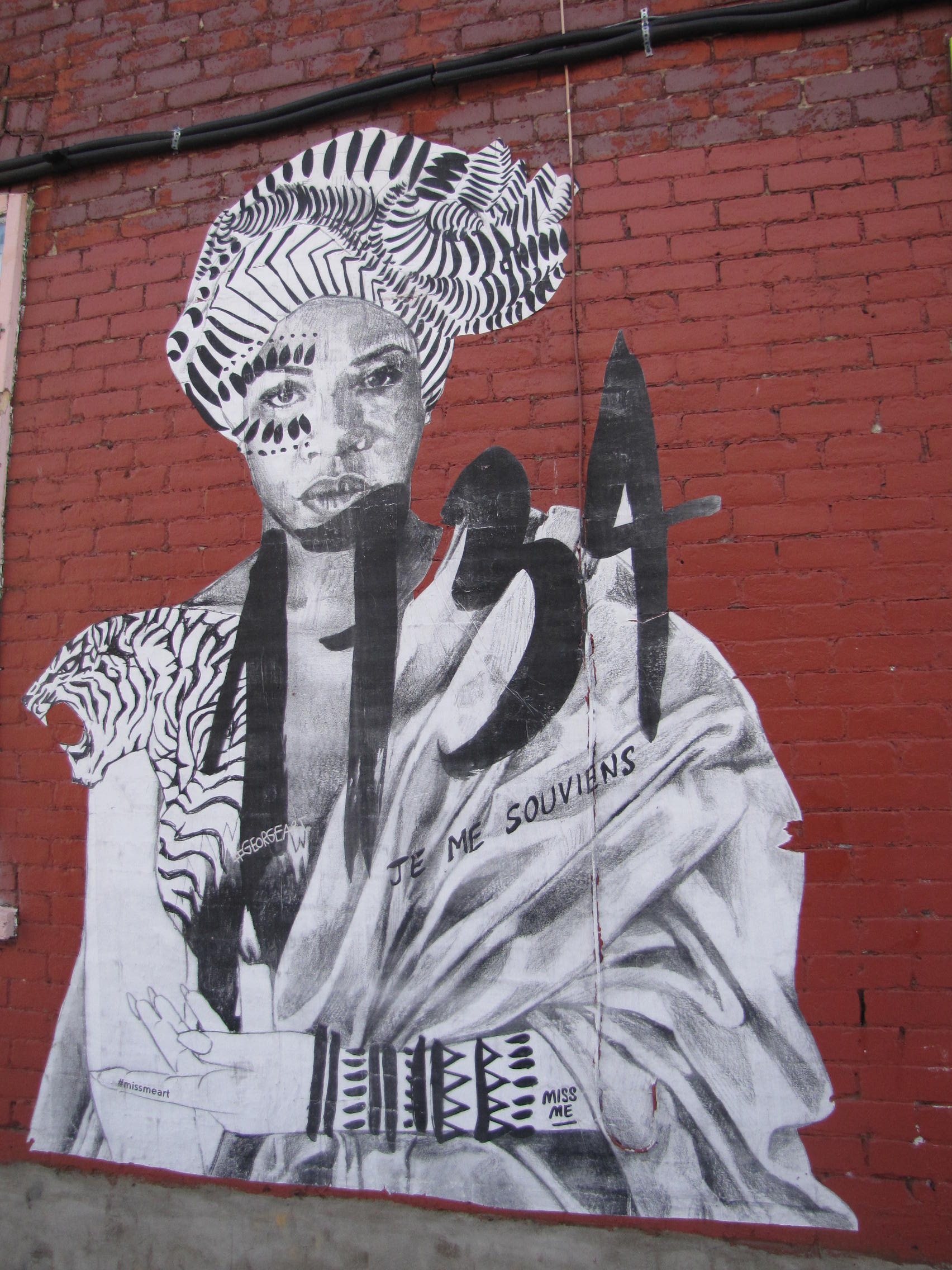
Les descendants des esclaves noirs qui ont vécu dans l'actuel Canada français sont des Canadiens français passant pour Blancs,,. Ils portent des noms comme Carbonneau, Charest, Johnson, Lafleur, Lemire, Lepage, Marois et Paradis.

## Histoire
En Ontario, le plus grand événement organisé pour célébrer le Jour de l'émancipation a lieu à Owen Sound. C'est là qu'en 1862 on aurait souligné pour la première fois l'émancipation en organisant un pique-nique. En 1956, Martin Luther King participe même aux célébrations à Windsor, en Ontario. On aurait également commencé à célébrer l'événement au début des années 2000 dans la région d'Ottawa. C'est donc dire que les festivités visant à souligner l'émancipation ne datent pas d'hier.
C'est en 2008 que le 1er août devient officiellement le Jour de l'émancipation à l'échelle de l'Ontario. En effet, le gouvernement de la province adopte la Loi de 2008 sur le Jour de l'émancipation.

## Confusion dans la déclaration du premier ministre du Canada du 1eraoût 2021
La première édition officielle et pancanadienne du Jour de l'émancipation a lieu le 1er août 2021. Dans un contexte où il est fréquemment question de réconciliation avec les Amérindiens au Canada,, Justin Trudeau, premier ministre du Canada, publie une déclaration évoquant de manière détaillée les difficultés des peuples afro-descendants au Canada, mais dans laquelle il n'évoque pas même la question des membres esclavagés des Premières nations (majoritaires dans ce qui est devenu le Canada français,,).
Le premier ministre du Canada paraît également faire l'amalgame de deux groupes distincts, mais pouvant se recouper par métissage. En effet, il paraît assimiler la population noire récente du Canada (arrivée à partir de 1960 dans une écrasante majorité,, soit plus de 100 ans après la fin de l'esclavage au Canada) avec les populations servo-desdendantes (ayant connu l'esclavage dans le Canada actuel), dont les Canadiens français font partie,,.